# Viktor Fayzulin
Viktor Igorevich Fayzulin - em russo, Виктор Игоревич Файзулин (Nakhodka, 22 de abril de 1986) é um futebolista profissional russo.
Revelado no Okean Nakhodka, clube de sua cidade, se destacou no SKA-Khabarovsk e no Spartak Nalchik antes de ser contratado pelo Zenit, em 2008.
Seu sobrenome deriva do tártaro Fäyzulin.

## Estatisticas

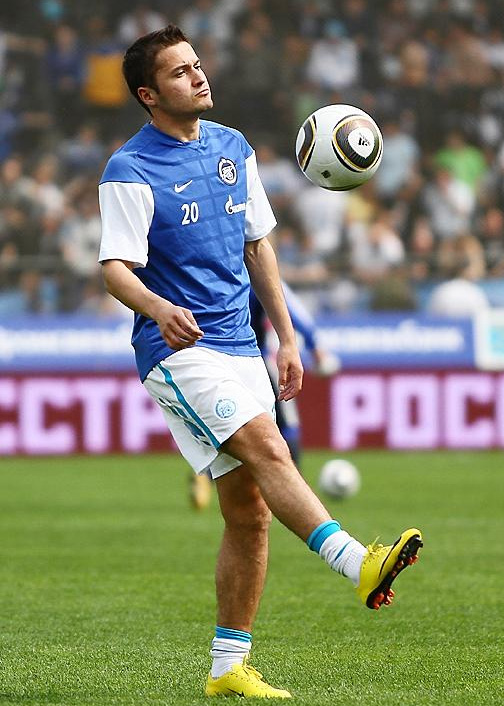
Fayzulin aquecendo antes de uma vitória de 0-1 contra Saturn em 2 de Maio de 2010

| Clube                  |           | Temporada | Liga | Liga      | Copa | Copa      | Europa | Europa    | Total | Total |
| Clube                  | Presenças | Temporada | Gols | Presenças | Gols | Presenças | Gols   | Presenças | Gols  |       |
| ---------------------- | --------- | --------- | ---- | --------- | ---- | --------- | ------ | --------- | ----- | ----- |
| Okean Nakhodka         | D3        | 2004      | 9    | 0         | 2    | 0         | —      | —         | 11    | 0     |
| Okean Nakhodka         | Total     | Total     | 9    | 0         | 2    | 0         | 0      | 0         | 11    | 0     |
| SKA-Energia Khabarovsk | D2        | 2004      | 17   | 6         | 2    | 0         | —      | —         | 19    | 6     |
| SKA-Energia Khabarovsk | D2        | 2005      | 14   | 1         | 0    | 0         | —      | —         | 14    | 1     |
| SKA-Energia Khabarovsk | D2        | 2006      | 20   | 1         | 1    | 0         | —      | —         | 21    | 1     |
| SKA-Energia Khabarovsk | Total     | Total     | 51   | 8         | 3    | 0         | 0      | 0         | 54    | 8     |
| Spartak Nalchik        | D1        | 2007      | 28   | 3         | 0    | 0         | —      | —         | 28    | 3     |
| Spartak Nalchik        | Total     | Total     | 28   | 3         | 0    | 0         | 0      | 0         | 28    | 3     |
| Zenit Saint Petersburg | D1        | 2008      | 24   | 6         | 1    | 0         | 11     | 1         | 36    | 7     |
| Zenit Saint Petersburg | D1        | 2009      | 16   | 0         | 2    | 0         | 4      | 1         | 22    | 1     |
| Zenit Saint Petersburg | D1        | 2010      | 14   | 2         | 1    | 0         | 5      | 0         | 20    | 2     |
| Zenit Saint Petersburg | D1        | 2011–12   | 34   | 4         | 2    | 1         | 10     | 1         | 46    | 6     |
| Zenit Saint Petersburg | D1        | 2012–13   | 24   | 6         | 5    | 0         | 8      | 1         | 37    | 7     |
| Zenit Saint Petersburg | D1        | 2013–14   | 16   | 2         | 1    | 0         | 7      | 0         | 24    | 2     |
| Zenit Saint Petersburg | Total     | Total     | 128  | 20        | 12   | 1         | 45     | 4         | 185   | 25    |
| Total                  | Total     | Total     | 216  | 31        | 17   | 1         | 45     | 4         | 278   | 36    |

## Títulos

### Zenit Saint Petersburg
- Russian Football Premier League(3): 2010, 2011-12, 2014–15
- Copa da Rússia (1): 2010
- Supercopa da Rússia (2): 2011, 2016
- Copa da UEFA (1): 2007-08